# フランクリン郡 (ワシントン州)
フランクリン郡（Franklin County）は、アメリカ合衆国ワシントン州にある郡。人口は9万6749人（2020年）。名称はベンジャミン・フランクリンから来ている。郡庁は郡内最大都市のパスコに置かれている。

## 地理
アメリカ合衆国統計局によると、この郡は総面積3,277 km2 (1,265 mi2) である。このうち3,218 km2 (1,242 mi2) が陸地で59 km2 (23 mi2) が水面である。総面積の1.81%が水面となっている。

### 地理的特徴
- コロンビア川
- ハンフォード・サイト
- ジュニパー砂丘原野(Juniper Dunes Wilderness)
- スネーク川

### 幹線道路
- 州間高速道路182号線 (Interstate 182)
- 国道12号線 (U.S. Route 12 in Washington)
- 国道12号線 (U.S. Route 12)
- 国道395号線 (U.S. Route 395 in Washington)
- 国道395号線 (U.S. Route 395)
- 州道260号線 (Washington State Route 260)

### 隣接する郡
- アダムズ郡 - 北
- ウィットマン郡 - 東
- ワラワラ郡 - 南東
- ベントン郡 - 南西
- グラント郡 - 北西

## 人口動勢
2000年国勢調査で、この郡は人口49,347人、14,840世帯、及び11,604家族が暮らしている。人口密度は15/km2 (40/mi2) である。5/km2 (13/mi2) の平均的な密度に16,084軒の住居が建っている。この郡の人種的構成は白人61.91%、アフリカン・アメリカン2.49%、先住民0.73%、アジア1.62%、太平洋諸島系0.12%、その他の人種28.98%、及び混血4.14%である。人口の46.67%がヒスパニックまたはラテン系である。
この郡内の住民は34.60%が18歳未満の未成年、18歳以上24歳以下が10.90%、25歳以上44歳以下が28.10%、45歳以上64歳以下が17.90%、及び65歳以上が8.50%にわたっている。中央値年齢は28歳である。女性100人ごとに対して男性は109.10人である。18歳以上の女性100人ごとに対して男性は108.60人である。
この郡内の世帯ごとの平均的な収入は38,991米ドルであり、家族ごとの平均的な収入は41,967米ドルである。男性は32,209米ドルに対して女性は24,533米ドルの平均的な収入がある。この郡の一人当たりの収入 (per capita income) は15,459米ドルである。人口の19.20%及び家族の15.50%は貧困線以下である。全人口のうち18歳未満の26.00%及び65歳以上の7.70%は貧困線以下の生活を送っている。

## 都市及び町
- パスコ（郡庁所在地）
- ウエストパスコ
- Basin City
- Connell
- Kahlotus
- Mesa